# Otto Reich
Otto Reich, född 5 december 1891 i Ostpreussen, död 20 september 1955 i Düsseldorf, var en tysk Oberführer och koncentrationslägerkommendant. 

## Biografi
År 1929 inträdde Reich i Nationalsocialistiska tyska arbetarepartiet (NSDAP) och Schutzstaffel (SS). I samband med de långa knivarnas natt år 1934 förde han befälet över en exekutionspluton som i fängelset Stadelheim i München avrättade sex framstående SA-ledare: Hans Hayn, Edmund Heines, Peter von Heydebreck, Wilhelm Schmid, August Schneidhuber och Hans Erwin von Spreti-Weilbach.
Reich var kommendant i koncentrationslägret Lichtenburg från 1935 till 1936. Därefter var han verksam i bland annat Sachenhausen och Mauthausen.
Reich kom inte att ställas inför rätta efter andra världskriget.